# Crassula orbicularis
Espèce
Classification phylogénétique
Crassula orbicularis est une espèce de petite plante succulente originaire d'Afrique du Sud (notamment des provinces du Cap-Occidental et du Cap-Oriental, ainsi que du KwaZulu-Natal, où elle fleurit de l'hiver à la haute saison.

## Synonymes
- Purgosea orbicularis (L.) P.V.Heath (1993),
- Crassula sedoides Mill. (1768),

## Variété
- Crassula orbicularis  var. rosularis Haw. (1821).

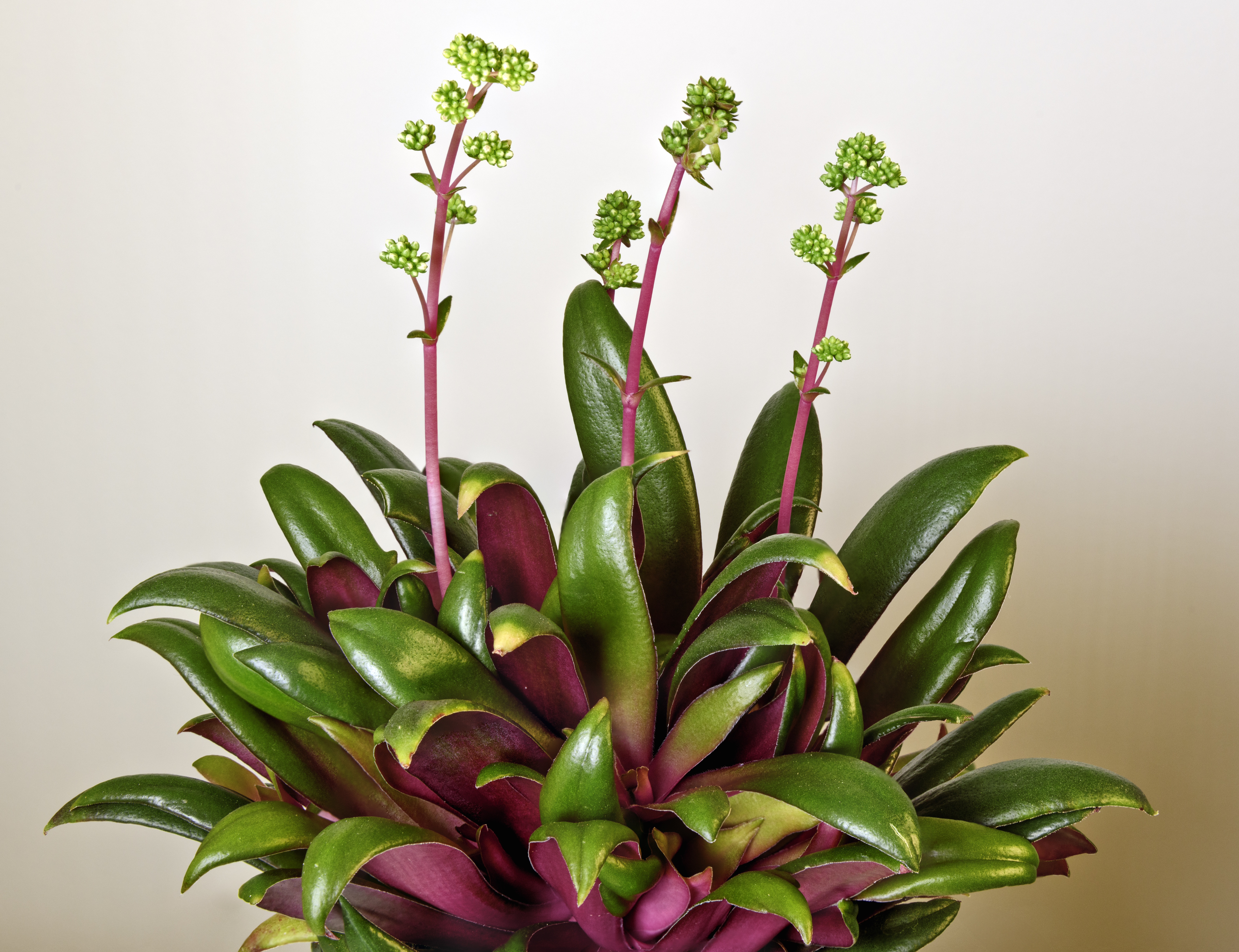
Crassula orbicularis var. rosularis Inflorescene immature et feuillage
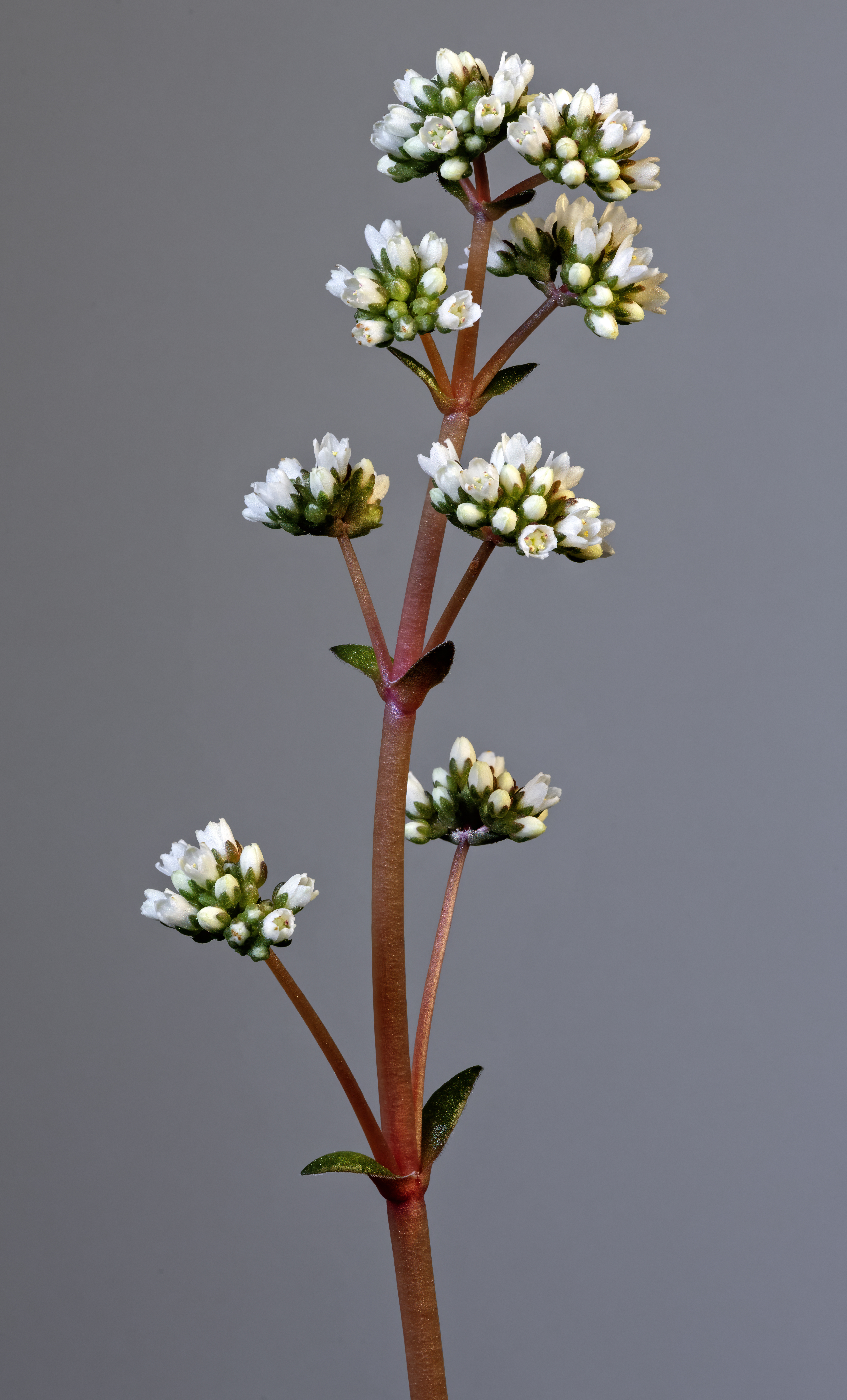
Crassula orbicularis var. rosularis Inflorescene

## Description
Crassula orbicularis pousse en rosettes et atteint de 2 à 4 cm. Des tiges de côté font germer d'autres rosettes sur un diamètre d'une cinquantaine de centimètres. Ces rosettes formées de dix à douze feuilles peuvent atteindre 6 cm de diamètre.
Le dessous des feuilles lancéolées est de teinte pourprée. Elles ont de 30 à 45 mm de longueur et de 10 à 16 mm de largeur.